# Добринский орден
До́бринский о́рден, Добжи́ньские братья (лат. Fratres Militie Christi de Livonia contra Prutenos, fratres de Dobrin, «братья-воины Христовы ливонские против пруссов», «Добринские братья», «Добринская братия», нем. Brüder von Dobrin, пол. Dobrzynscy bracia) — средневековый рыцарский орден, основанный в Добрине Кристианом Прусским по приказу Конрада Мазовецкого для защиты от пруссов. Орден формировался преимущественно из немцев. В разное время число рыцарей, участвовавших в крестовых походах, колебалось в ордене от 15 до 35 человек. Впоследствии добринские братья влились в Тевтонский орден.

## История
Малоизвестный Добринский (Добрынский или Добжиньский) орден был основан по инициативе Конрада I Мазовецкого, князя Мазовии, и епископов Пруссии, Куявии и Плоцка в 1222 или 1228 годах для защиты своих владений от набегов пруссов, а также в качестве политического противовеса Тевтонскому ордену. В качестве знака своего ордена братья приняли красный стоящий меч со звездой над ним, который носился на белых плащах, покрывающих доспехи, где звезда символизировала объявление Иисуса язычникам. Образцом правил для Ордена братьев добжиньских послужили правила орденов меченосцев и тамплиеров. Наряду с привлечением местной шляхты для вступления в орден было нанято полтора десятка германских рыцарей, в основном, из Мекленбурга, из свиты епископа шверинского, направлявшегося в Хелмно. Рыцари собирались в маленьком городке Добрыне (пол. Dobrzyń nad Wisłą, нем. Dobrin an der Weichsel). Магистром ордена стал сам Конрад Мазовецкий.
В старинных хрониках этот орден именовался по-разному, пока за ним не утвердилось название по замку Добрыня. Хотя деятельность ордена оказалась в целом неэффективной, можно отметить его участие в сражении при Сиргуне в 1233 году, в котором пало более полутора тысяч пруссов. В 1235 году Добринский орден с благословения папы был поглощён Тевтонским орденом. В 1237 году Конрад Мазовецкий предпринял попытку возродить орден в замке Дорогичин на Буге, но рыцари во главе с магистром Бруно были разбиты Даниилом Галицким.
Последние следы существования Братьев Добжиньских на польских землях относится к 1248 году. Это обнаруженная в  1783 году в Дрогичине надгробная плита Генрика из Жигочина (Henryka z Żygocina).
Официально орден перестал существовать (согласно каноническому праву) через 100 лет после смерти своего последнего члена, т. е. в середине  XIV века.